# Französische Strafexpedition nach Korea
Die französische Strafexpedition nach Korea war eine Reaktion auf die Hinrichtung mehrerer französischer Missionare im Königreich Korea im Frühjahr 1866. Im selben Jahr wurde eine Expedition ausgerüstet, welche auf Ganghwado landete, sich dann aber nach mehrwöchigen Kampfhandlungen zurückziehen musste. Die Folge in Korea selbst war eine Verstärkung der als erfolgreich gesehenen Isolationspolitik.
In Frankreich werden diese Ereignisse als „Expédition française en Corée“ bezeichnet, der koreanische Name lautet „병인양요“ (koreanisch: 병인양요 Byeongin-yangyo; Hanja: 丙寅洋擾; „Ausländische Störung des Jahres Byeong-in“). Auf Chinesisch wird der koreanische Name verwendet (chinesisch 丙寅洋擾, Pinyin bǐng yín yáng rǎo).

## Vorgeschichte
In Korea kam es im Frühjahr 1866 zu erneuten Verfolgungen von Katholiken. Die ausländischen Priester waren Angehörige der Pariser Mission; von diesen zwölf Priestern entkamen nur drei den Verfolgungen. Dazu gehörte auch Félix-Claire Ridel: Seine Gläubigen ermöglichten ihm die Flucht in einem Boot nach China, wo die Flüchtlinge im Juli 1866 in Yantai ankamen und europäischen Stellen Bericht erstatteten.

## Vorbereitungen zur Strafexpedition

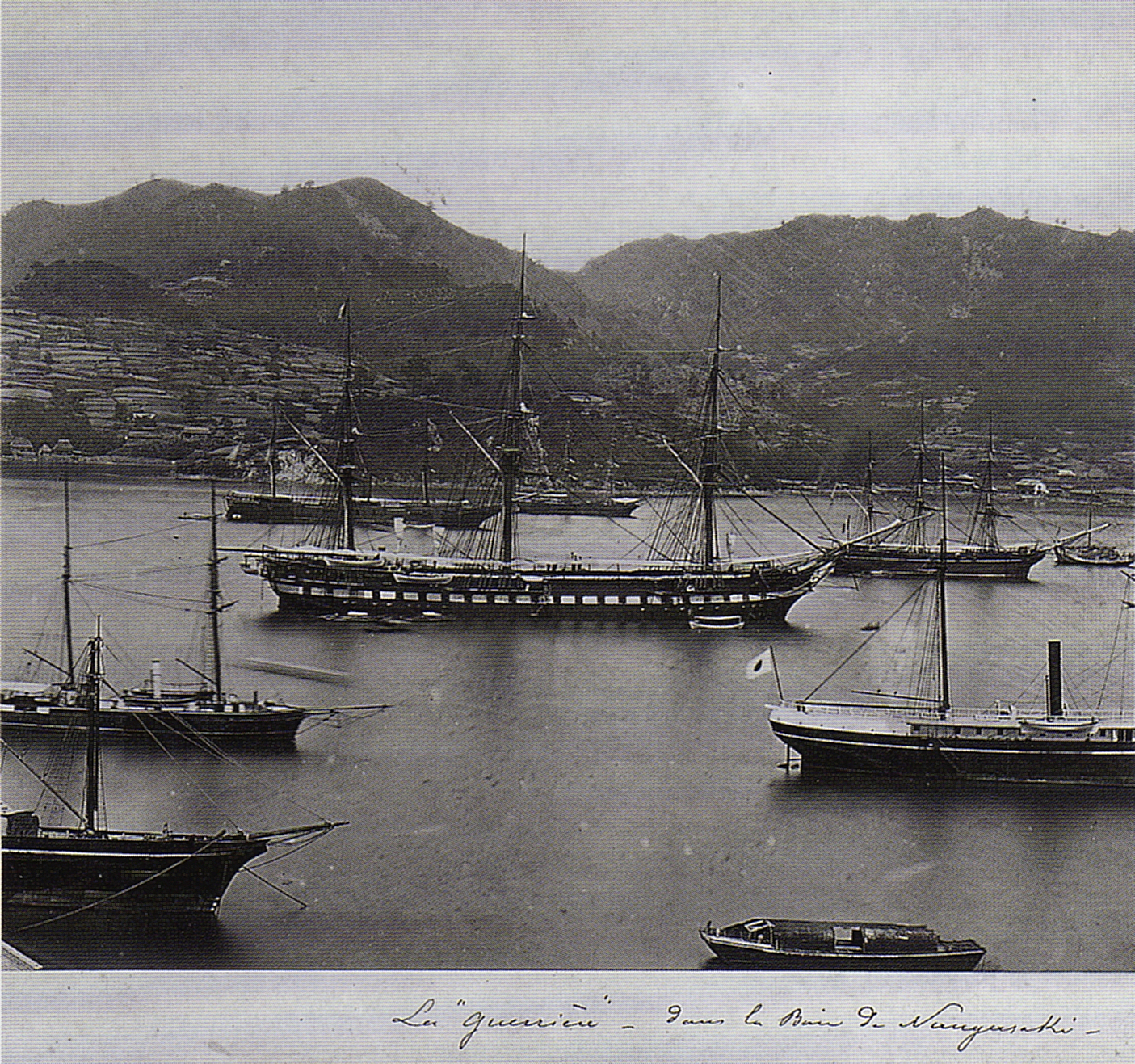
Rozes Flaggschiff Guerrière 1865 im Hafen von Nagasaki.

In Tianjin wurde so Konteradmiral Pierre-Gustave Roze informiert, welcher als Kommandeur der französischen Fernöstlichen Marinedivision gerade in China weilte. Kommandeur Roze und der geschäftsführende Konsul Henri de Bellonet in Peking machten sich sofort für eine Strafexpedition gegen Korea stark, um die geschmälerte Ehre Frankreichs wiederherzustellen und das Massaker zu rächen. Damit sollte auch eine Abschreckungswirkung gegenüber den Verfolgern von Christen in China verfolgt werden. Bellonett beschuldigte die Qing-Regierung der Mitkomplizenschaft bei den Byeongin-Verfolgungen. Die Qing-Regierung antwortete irritiert, dass sie nichts mit den Angelegenheiten von Joseon zu tun habe.
Angesichts der Tatsache, dass Frankreich keine diplomatischen Beziehungen zu Korea unterhielt, traf Bellonnet bereits die ersten Vorbereitungen, ohne die Antwort des französischen Außenministeriums abzuwarten: Er drohte dem Zongli Yamen mit der französischen Besetzung Koreas und erteilte Roze den Marschbefehl, welchen dieser mit dem Versprechen quittierte, die neun Missionare mit dem Leben von 9000 Koreanern zu rächen. Roze reiste dennoch zuerst nach Saigon in Französisch-Indochina, wo er sich mit seinem Vorgesetzten, Admiral Pierre-Paul de La Grandière, über den bevorstehenden Einsatz abstimmte.
Eine rasche Expedition wurde den Franzosen unter anderem dadurch erschwert, dass es über das Land so gut wie keine Informationen gab: Es fehlten sowohl Kartenmaterial zur sicheren Navigation in Küstengewässern wie auch Informationen über die militärische Stärke der Koreaner. Auch Sprach- und andere Landeskenntnisse fehlten, abgesehen von wenigen Leuten wie Ridel, die sich im Land auskannten: Ridel wurde als Berater in die weitere Operation einbezogen. Roze fragte auch den walisischen Priester Robert Jermain Thomas an, der wenige Monate vor den Verfolgungen aus Korea ausgewiesen worden war. Thomas war begierig auf seine rasche Rückkehr nach Korea, doch als sich die französischen Vorbereitungen in die Länge zogen, entschied er sich stattdessen für die Fahrt auf dem US-amerikanischen Dampfschiff General Sherman.

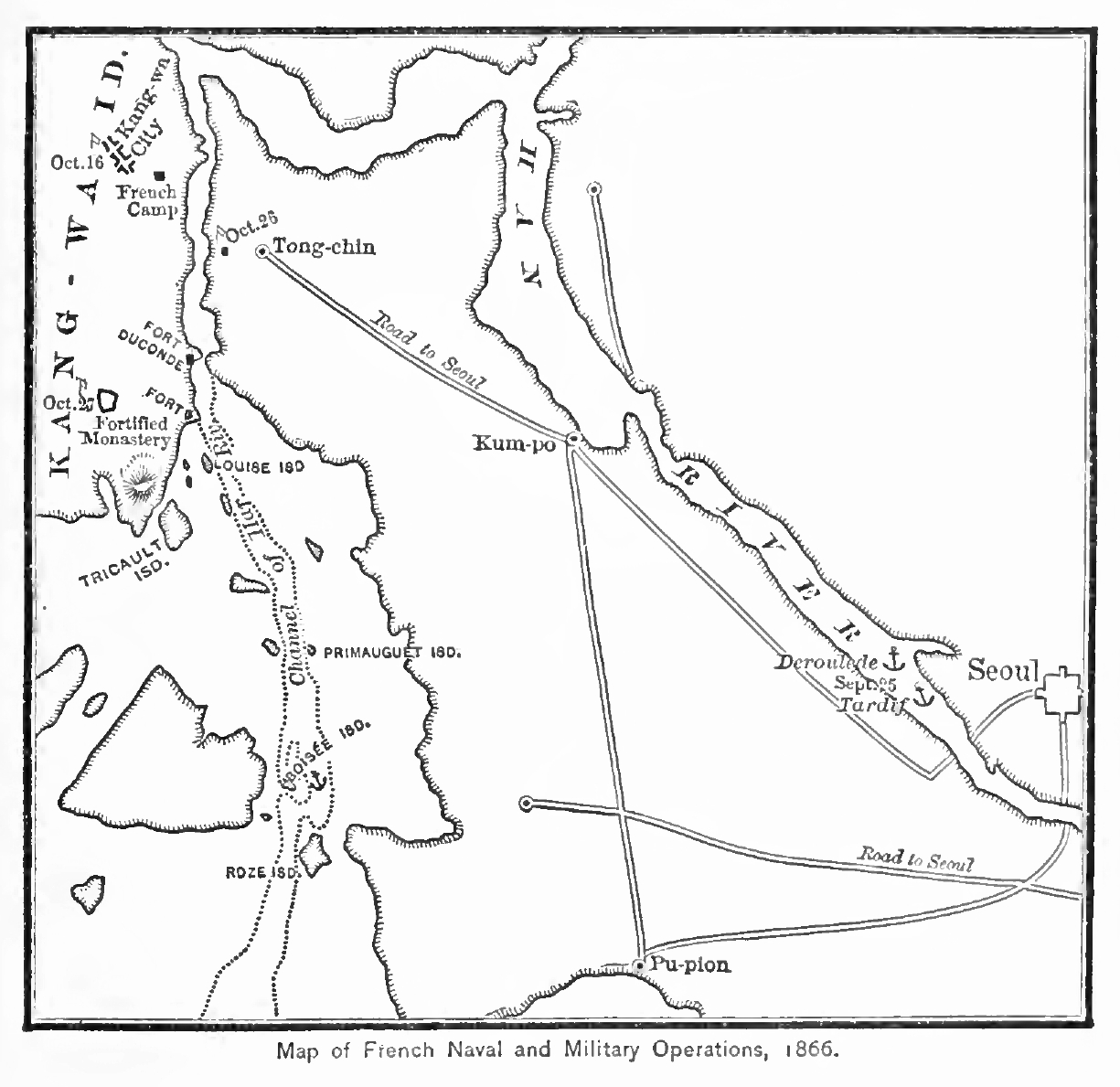
Karte der französischen Operationen 1866 im Han-Mündungsgebiet (Ganghwa oben links; Seoul im Osten)

Roze sandte zuerst eine Erkundungsmission in die koreanischen Gewässer, welche von Ende September bis Anfang Oktober dauerte. Sie erbrachte rudimentäre Karten für die Navigation, insbesondere für das Mündungsgebiet des Han-Flusses und die Umgebung der Hauptstadt Hanyang (Seoul). Zwei der drei Erkundungsschiffe (Déroulède und Tardif, nicht aber die Primauguet s. u.) stießen am 25. September auch flussaufwärts auf dem Han-Fluss bis kurz vor Hanyang selbst vor. Von einigen der Küstenforts wurden Schüsse abgefeuert, und zwei Dschunken wurden bei ihrem Versuch versenkt, die Franzosen zu stoppen. Die französischen Aufklärungsschiffe ankerten mehrere Tage vor Hanyang und störten den Alltag nachhaltig. Bald wurde klar, dass eine Landung direkt bei Seoul oder gar eine Belagerung und Einnahme der stark befestigten Hauptstadt aussichtslos sein würde; gerade auch, weil eine nur schmale Fahrrinne bei der Han-Mündung für die größeren französische Schiffe Manövrierhindernisse bedeutete und der Han-Fluss selbst nur für leichte Boote schiffbar war. Roze plante stattdessen, die strategische Lage der großen Insel Ganghwa zu nutzen, die direkt gegenüber der Flussmündung westlich von Seoul lag und von der aus auch aller Schiffsverkehr kontrolliert werden konnte. Rozes Überlegung war, dass eine Blockade des Hafens von Seoul die Koreaner zum Einlenken und zur Zahlung von Reparationen bewegen würde.
Zugleich stellte Konsul Bellonet von Peking aus unerfüllbare Bedingungen an den koreanischen Hof, bis hin zu der Forderung, dass der minderjährige König (statt seiner regierte Prinz Heungseon Daewongun) abdanken solle und die Souveränität Koreas in französische Hände gelegt werden müsse. Bellonet handelte hier allerdings ohne Anweisung durch das Außenministerium in Paris oder Napoleon III., wofür Roze ihn kritisierte. Der mit ganz anderen politischen Problemen befasste Yixin (der chinesische Prinzregent Gong) weigerte sich zudem, den französischen Depeschen nach Korea mit dem kaiserlichen Siegel Nachdruck zu verleihen.
Auch die Koreaner bereiteten sich nun auf eine Wiederkehr der Schwarzen Schiffe nach Hanyang vor: Die Aufrüstung der Küstenverteidigung mit neuen Forts war bereits im Gange; Waffen wurden produziert und Vorräte aufgestockt. Um ein erneutes Vorstoßen westlicher Schiffe bis direkt vor den Hafen der Hauptstadt zu verhindern, versenkten die Koreaner mehrere Dschunken an der Flussmündung, um diese zu blockieren. Zudem bemühten sich die Koreaner, von den sonst ungeliebten Japanern Hilfe zu erhalten, doch vor dem Hintergrund des Zusammenbruchs der Edo-Regierung kamen lediglich zwei Gesandte nach Hanyang. Sie schlugen eine friedliche Beilegung des Konflikts durch einen Abbau der Handelsbeschränkungen vor.

## Beginn der Expedition
Am 11. Oktober brach Roze von Yantai aus nach Korea auf, mit der Fregatte Guerrière als Flaggschiff, begleitet von zwei Avisos (Kien-Chan und Déroulède), zwei Kanonenbooten (Le Brethon und Tardif) sowie zwei Korvetten (Laplace und Primauguet). An Bord waren auch 300 Marinesoldaten der Fusiliers marins, die Roze aus Yokohama abgezogen hatte. Die Gesamtstärke seiner Streitmacht wird im Nachhinein auf etwa 800 Mann geschätzt.

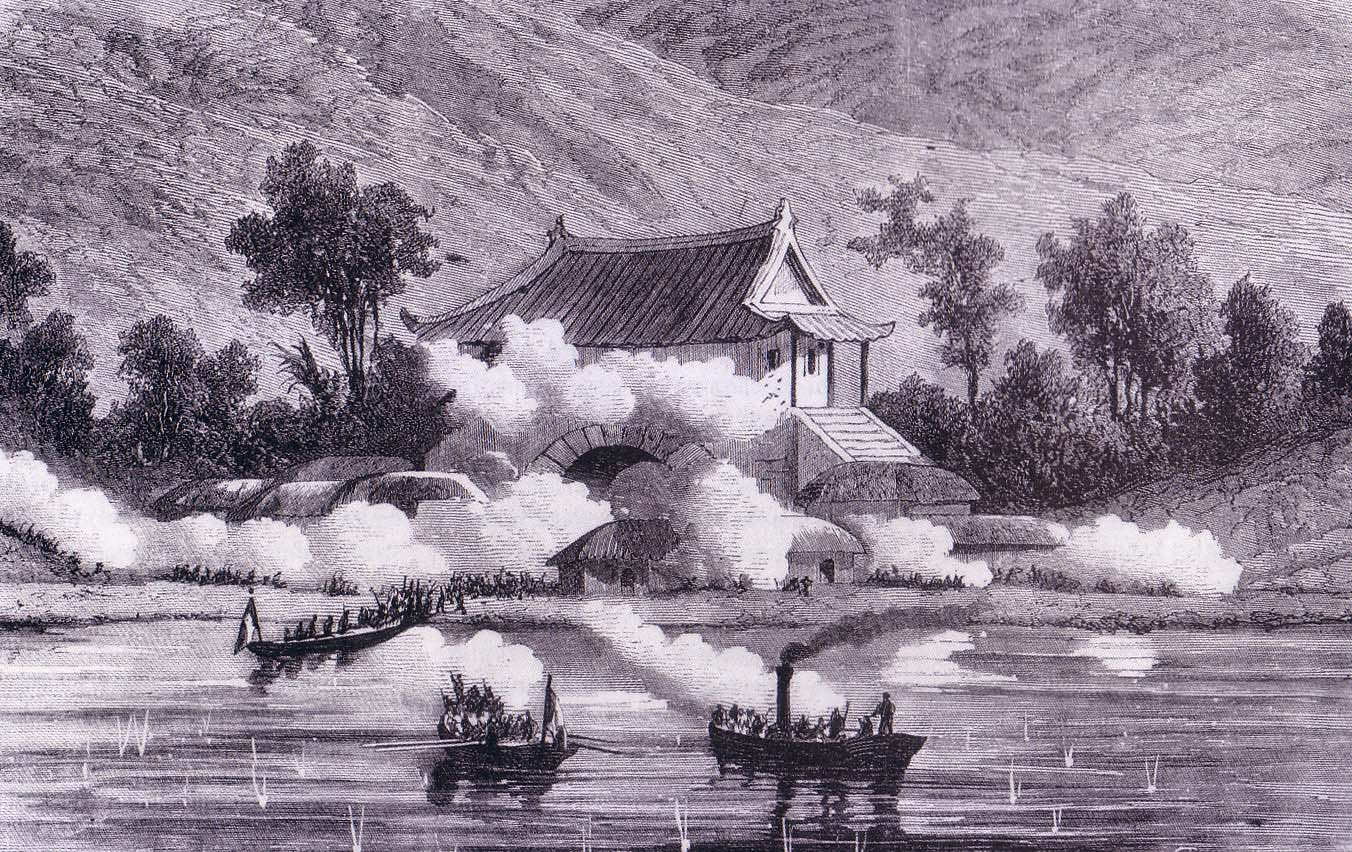
Französische Landungsboote vor Ganghwa

Am 16. Oktober landeten die ersten 170 Marinesoldaten auf der Insel Ganghwa und übernahmen mehrere Festungsbauten, von denen aus das Han-Mündungsgebiet übersehen werden konnte. Auch die befestigte Kleinstadt Ganghwa-eup mitsamt einem königlichen Sommerpalast wurde eingenommen. Dabei konnten die Franzosen Flaggen, 80 Bronze- und Eisenkanonen, Nahkampfwaffen und Rüstungen aller Art sowie 8000 Musketen erbeuten, aber auch Wertgegenstände wie 19 Kisten mit Silber- und Goldbarren, Lackkunst, Jade und etwa 345 Manuskripte der königlichen Bibliothek auf der Insel. Auf Ganghwa befand sich auch das befestigte Kloster Jeondeungsa mit dem ältesten buddhistischen Tempel der koreanischen Halbinsel – es lag aber zu abgelegen, als dass es zu diesem Zeitpunkt für die Operation Rozes von Interesse gewesen wäre.
Auf dem Festland war mittlerweile die Streitmacht des Generals Yi Yong-Hui mobilisiert worden, der die wiederholten Aufforderungen von Admiral Roze zu Reparationszahlungen ignorierte, allerdings erwiderte, dass die Missionare nach geltendem Recht behandelt worden seien. Zudem befestigten die Koreaner Tong-chin auf dem Festland. Die Bevölkerung wurde unter Androhung der Todesstrafe vor Zusammenarbeit oder Friedensvorschlägen gewarnt. Eine Botschaft des koreanischen Generals Ni vom 19. Oktober wiederum drohte auch den illegal eingedrungenen Franzosen mit der Todesstrafe, wobei er chinesische Klassiker zitierte.
Am 26. Oktober kam es zu einem Landungsversuch von 120 Marinesoldaten auf dem Festland südlich von Tong-chin, um das befestigte Kloster Munsusanseong (auch Fort Munsu, heute in Yangchon, Stadtteil von Gimpo) einzunehmen, welches auf halbem Weg nach Seoul lag. Die Franzosen trafen auf eine gut organisierte Gegenwehr der Koreaner, konnten sie aber überwinden und den Ort einnehmen. Angesichts der koreanischen Verstärkung, die einen nächtlichen Gegenangriff vorbereitete, zogen sich die Franzosen wieder zu ihren Schiffen zurück. Bei der befestigten Stellung Gwangsung zeichnete sich auf koreanischer Seite der Kommandeur Eo Jae-yeon aus.
Am 27. Oktober stießen Rozes Männer erstmals auf nennenswerte Gegenwehr auf der Insel Ganghwa: Ein Kommando von 800 koreanischen „Tigerjäger“-Scharfschützen hatte die Han-Mündung überquert und in dem schwer zugänglichen Kloster Jeondeungsa Stellung bezogen. Weder gelang es diesen Koreanern, die Stadt und Festungen von Ganghwa zurückzuerobern, noch gelang den Franzosen mit 160 Mann die Einnahme des Klosters; sie mussten sich mit dutzenden von Verletzten zurückziehen.
Am 7. November befahl Roze einen zweiten Landeversuch, um Munsusanseong einzunehmen. In dem Gefecht zwischen 160 Marinesoldaten und 543 koreanischen Verteidigern wurden drei Franzosen getötet und 36 verwundet, bevor der Rückzug angeordnet wurde. Nach diesem zweiten Anlauf beschränkten sich die Ambitionen Rozes auf die Insel Ganghwa, die er bereits genauer erkundet und befestigt hatte.
Außer an Reparationen war Roze auch an dem Schicksal der letzten beiden in Korea verbliebenen französischen Missionare interessiert. Die koreanische Seite zeigte sich zu keinen Verhandlungen oder Unterredungen bereit. Sie setzte vielmehr ihre Mobilisierung fort, doch Roze konnte dank einiger übergelaufener katholischer Koreaner in Erfahrung bringen, dass die gesuchten Priester auf dem Landweg nach China geflohen seien. Da es also niemanden mehr zu retten galt, entschied sich Roze am 9. November für einen strategischen Rückzug. Die zahlenmäßige Überlegenheit der Koreaner mit zehntausenden von Soldaten und Freiwilligen sowie das einsetzende Winterwetter bestärkten Roze in diesem Beschluss.
Vor seinem Abzug am 12. November ordnete Roze noch die Beschlagnahmung aller Wertgegenstände in den Lagerhäusern und Verwaltungsgebäuden von Ganghwa an und ließ diese Gebäude dann von den Schiffen aus beschießen.
Roze zog nach Yokohama ab, wo er am 13. Januar 1867 die erste französische Militärmission in Japan in Empfang nehmen konnte; sie sollte das japanische Militär nach westlichen Standards modernisieren.

## Folgen
Das eher dürftige Ergebnis der Expedition vor ihrem Rückzug wurde in Korea als Sieg des Joseon-Regimes über westliche Invasoren gelesen und auch in Frankreich als Scheitern verstanden.

### Im Westen
Der Verbleib der General Sherman, die im August desselben Jahres in Pjöngjang aufgebracht worden war, hatte mittlerweile auch die Amerikaner in China alarmiert, und im Dezember sowie im Frühjahr 1867 wurde kurz eine gemeinsame französisch-amerikanische Expedition im Frühjahr erwogen. Diese Pläne wurden aber fallengelassen; die Amerikaner wollten erst genauere Berichte abwarten und die Franzosen wollten nach der gescheiterten Intervention in Mexiko auch ihre Präsenz in Ostasien einschränken; Korea war kein Hauptanliegen der französischen Außenpolitik. Nach dem Deutsch-Französischen Krieg nur vier Jahre später geriet die Episode in Paris in Vergessenheit. Auch die Briten waren an einer Unternehmung nicht interessiert. So kam die Amerikanische Expedition nach Korea 1871 erst fünf Jahre später ohne Teilnahme einer europäischen Macht zustande. Auch die Strategie der Amerikaner sollte auf der Einnahme von Ganghwa beruhen; auch sie mussten sich angesichts einer unbeugsamen politischen Haltung des Königreichs schließlich wieder zurückziehen.
Die Nachricht von der französischen Schlappe befeuerte auch den Nationalismus und Widerstand gegen das Christentum in anderen asiatischen Ländern, so wird etwa ein Zusammenhang zu dem Massaker von Tianjin am 21. Juni 1870 gesehen.
Konteradmiral Roze wurde 1868 nach Frankreich zurückbeordert; er stieg 1869 zum Vizeadmiral auf. In seinem abschließenden Bericht zu seinem Einsatz in Korea gab Roze am 15. November zu Protokoll, dass seine Expedition die Grundlagen für eine nachfolgende Operation gelegt habe. Auch wenn eine solche nicht erfolgen würde, so habe er dennoch den Mord an den Missionaren gerächt und den Glauben der Koreaner an ihre Unantastbarkeit und ihr Vertrauen in die Isolationspolitik erschüttert. Das Konsulat und Bellonett teilten seine Ansicht jedoch nicht, es kam weder zu einer Aufnahme diplomatischer Beziehungen noch zu einem Nachlass der Verfolgungen.

### In Korea
Korea hatte nach der Verfolgung der Katholiken im Frühjahr, der Abwehr des amerikanischen Dampfschiffs General Sherman im August/September und der Abwehr der französischen Expedition im Oktober/November mehrere Erfolge seiner Isolationspolitik gegenüber ausländischen Einflüssen zu verzeichnen gehabt. Die Überzeugung von Regent Daewongun, dass Christen „ausländische Rekruten“ und somit Landesverräter seien, festigte sich angesichts der westlichen Nichtbeachtung der koreanischen Isolationspolitik immer weiter. Hatte er sich bislang noch vor allem auf die christlichen Rädelsführer konzentriert, ließ er nun eine großangelegte Verfolgung von Katholiken anordnen und tausende von Gläubigen enthaupten. In Seoul wurde der Küstenfelsen Jeoldu-san (koreanisch 절두산 bzw. 切頭山, Enthauptungs-Felsen) zu einer Hinrichtungsstätte für geschätzt zweitausend Katholiken.
Nach dem Abzug der Invasoren wurde erneut die Heirat des vierzehnjährigen Königs Gojong gefeiert; die offizielle Vermählungszeremonie hatte bereits im März stattgefunden. Die Heirat war ein zweiter Anlass zu großen Feierlichkeiten in Korea; ein chinesischer Diplomat berichtete ausführlich von den harmonischen Umständen dieser Hochzeit. 1873/1874 zwang der dann volljährige Gojong seinen Vater aus rein innenpolitischen Gründen zum Rücktritt. 1876 wurde Korea für die Außenwelt geöffnet, allerdings durch die Streitmächte Japans unter der Führung von Kuroda Kiyotaka. Dessen militärische Präsenz zwang dem Land den ungleichen Vertrag von Ganghwa auf und öffnete so drei Häfen Joseons. Die westlichen Mächte konnten daraufhin ebenfalls Verträge mit Korea abschließen; Japan hatte aber von nun an die Vorrangstellung unter den ausländischen Mächten in Korea und konnte das Land 1905 zu einem Protektorat Japans machen.
Die Franzosen hatten in Ganghwa unter anderem 297 Uigwe aus dem 14. bis 19. Jahrhundert geraubt, also Protokolle und andere Unterlagen des Joseon-Königshofs, die auf der Insel Ganghwa gesichert aufbewahrt werden sollten. Diese Dokumente bildeten den Grundstock der Koreasammlung in der Bibliothèque nationale de France. Im Frühjahr 2011 vereinbarten Lee Myung-bak und Nicolas Sarkozy, die Präsidenten von Südkorea und Frankreich, die Rückführung der Bücher nach Korea, die seit Juni 2011 als Leihgabe wieder im Koreanischen Nationalmuseum aufbewahrt werden.